# Styggforsen

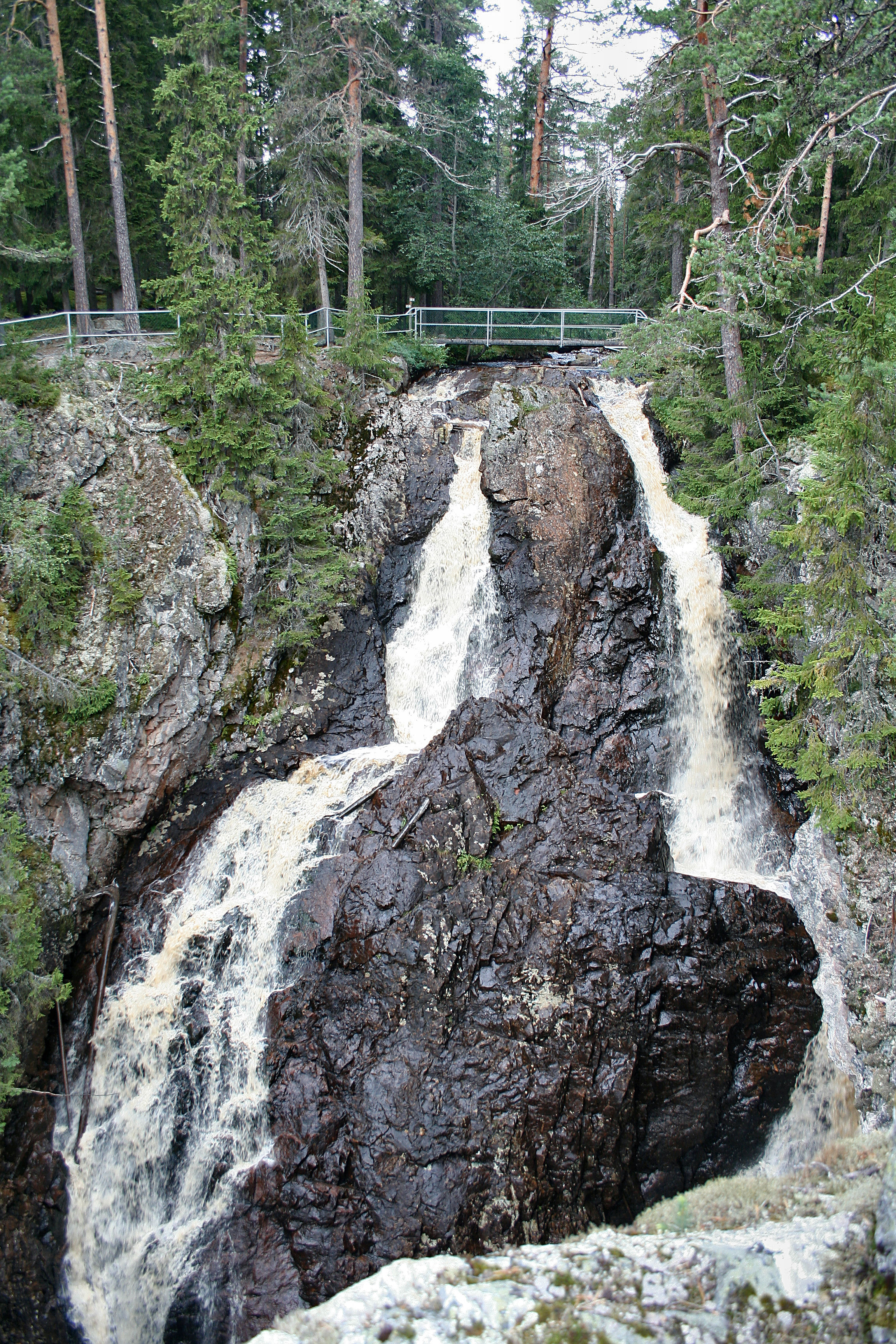
Der obere Teil des Styggforsen

Der Styggforsen ist ein Wasserfall nahe der Ortschaft Boda in der schwedischen Gemeinde Rättvik in Dalarna. Die Fallhöhe des Wasserfalls beträgt 36 m. 
Der Wasserfall liegt in einem 12,32 ha großen Naturreservat. Am Unterlauf des Wasserfalls existieren interessante geologische Formationen, die sich aufgrund eines Meteoriteneinschlages am heutigen Siljan-See vor etwa 360 Millionen Jahren bildeten. 
Ebenfalls am Fuße des Wasserfalls befindet sich eine kleine Höhle, die den Namen „Troll-Loch“ trägt.
Die Gegend um den Wasserfall wurde industriell genutzt, hauptsächlich für Mühlen verschiedener Art. Eine restaurierte Zementmühle veranschaulicht die Arbeitsweise in der vorindustriellen Zeit.

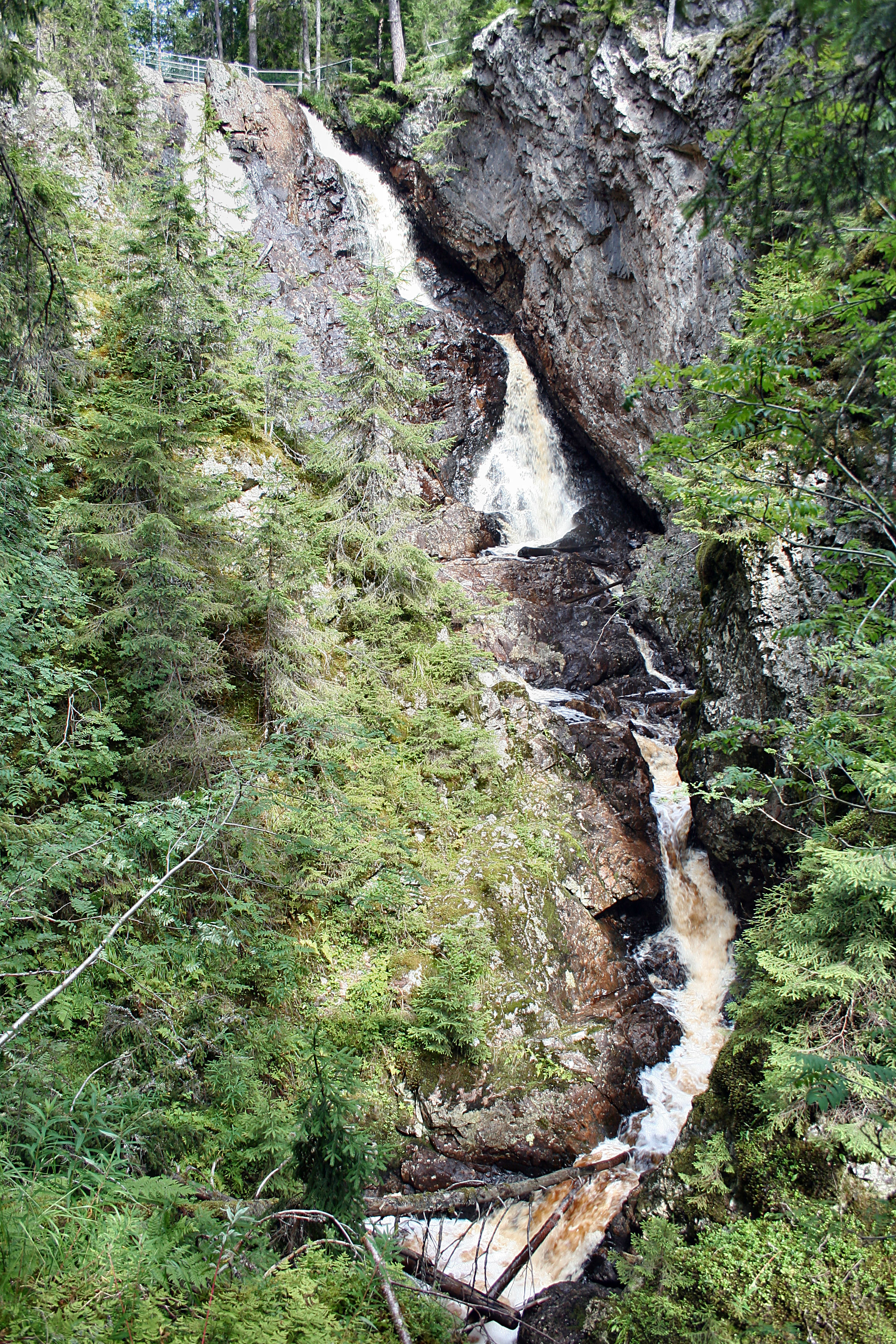
Der untere Teil des Styggforsen
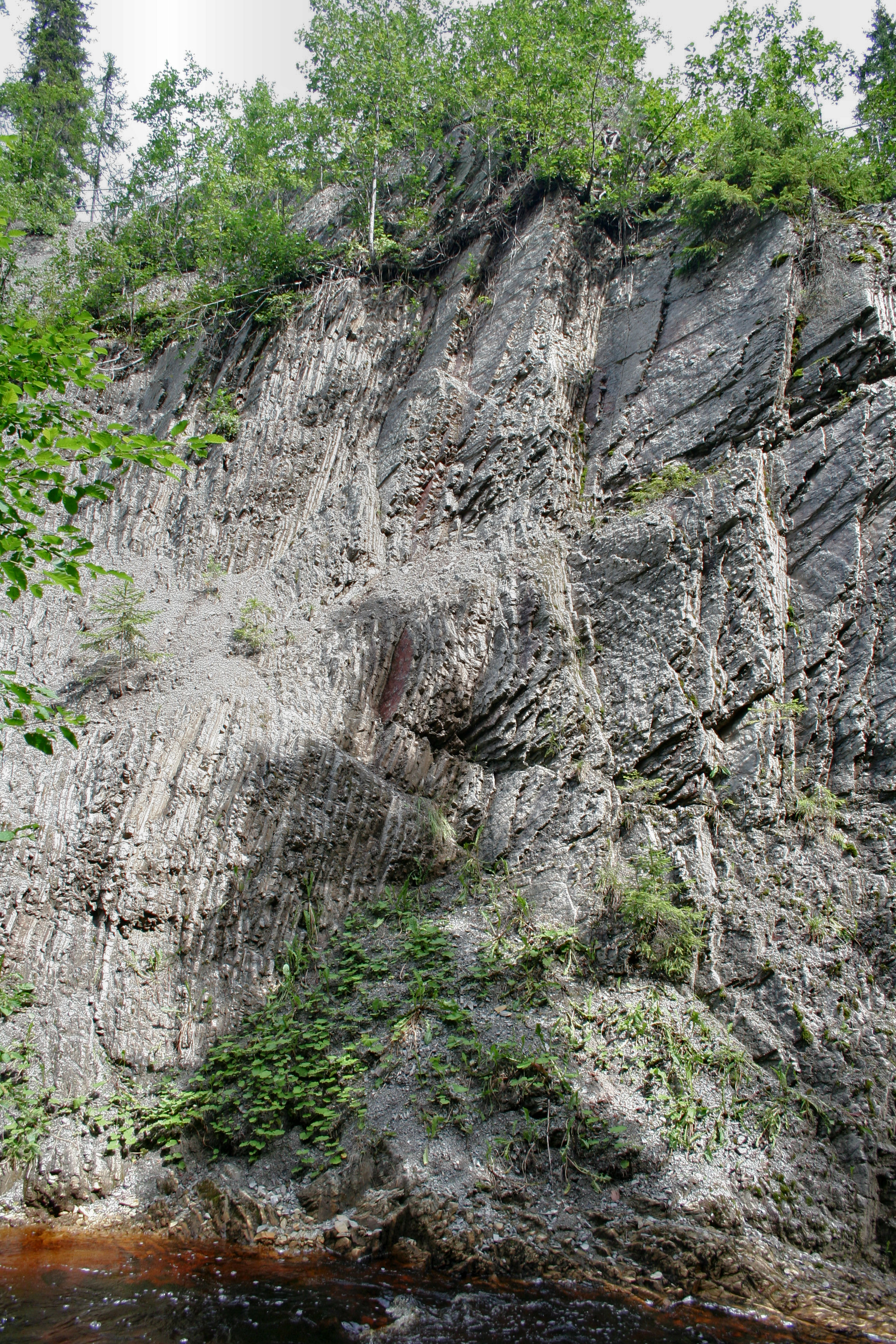
Geologische Formationen am Unterlauf
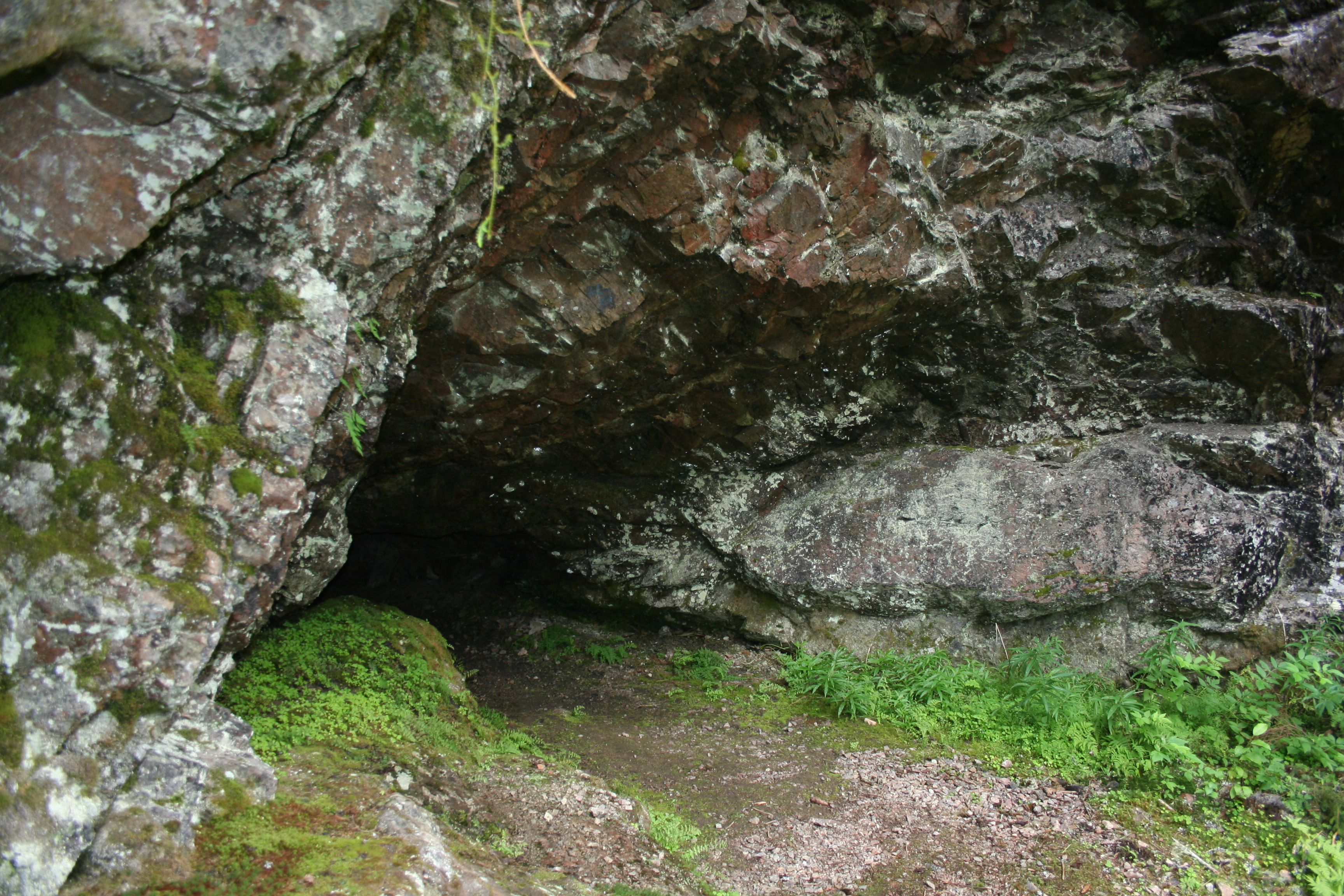
Das „Troll-Loch“ am unteren Teil des Wasserfalls